# Open di Francia 1995
L'Open di Francia 1995, la 94ª edizione degli Open di Francia di tennis, si è svolto sui campi in terra rossa dello Stade Roland Garros di Parigi, Francia, dal 29 maggio all'11 giugno 1995.
Il singolare maschile è stato vinto dall'austriaco Thomas Muster, che si è imposto sullo statunitense Michael Chang in tre set col punteggio di 7–5, 6–2, 6–4.
Il singolare femminile è stato vinto dalla tedesca Steffi Graf, che ha battuto in tre set la spagnola Arantxa Sánchez.
Nel doppio maschile si sono imposti Jacco Eltingh e Paul Haarhuis.
Nel doppio femminile hanno trionfato Gigi Fernández e Nataša Zvereva. 
Nel doppio misto la vittoria è andata a Larisa Neiland in coppia con Todd Woodbridge.

## Seniors

### Singolare maschile
Thomas Muster ha battuto in finale  Michael Chang con il punteggio di 7–5, 6–2, 6–4.

### Singolare femminile
Steffi Graf ha battuto in finale  Arantxa Sánchez con il punteggio di 7–5, 4–6, 6–0.

### Doppio maschile
Jacco Eltingh /  Paul Haarhuis hanno battuto in finale  Nicklas Kulti /  Magnus Larsson con il punteggio di 6–7, 6–4, 6–1.

### Doppio Femminile
Gigi Fernández /  Nataša Zvereva hanno battuto in finale  Jana Novotná /  Arantxa Sánchez con il punteggio di 6(6)–7, 6–4, 7–5.

### Doppio Misto
Larisa Neiland /  Todd Woodbridge hanno battuto in finale  Jill Hetherington /  John-Laffnie de Jager con il punteggio di 7–6(8), 7–6(4).

## Junior

### Singolare ragazzi
Mariano Zabaleta ha battuto in finale  Mariano Puerta con il punteggio di 6–2, 6–3.

### Singolare ragazze
Amélie Cocheteux ha battuto in finale  Marlene Weingärtner con il punteggio di 7–5, 6–4.

### Doppio ragazzi
Raemon Sluiter /  Peter Wessels hanno battuto in finale  Justin Gimelstob /  Ryan Wolters con il punteggio di 7–6, 7–5.

### Doppio ragazze
Corina Morariu /  Ludmila Varmužová hanno battuto in finale  Alice Canepa /  Giulia Casoni con il punteggio di 7–6, 7–5.